# Berkshire Partners
Berkshire Partners LLC är ett amerikanskt riskkapitalbolag som investerar i företag som verkar i branscherna för dagligvaror, detaljhandel, företagsservice, industri, sjukvård och telekommunikation. De förvaltar ett kapital på $16 miljarder för år 2018.
Riskkapitalbolaget grundades 1984 av Brad Bloom, Chris Clifford, Russ Epker, Carl Ferenbach och Richard Lubin. Epker avled 2003 av cancer medan resten av delgrundarna är fortfarande aktiva i företaget.
Huvudkontoret ligger i Boston i Massachusetts.